# کلاودیو بونی‌ونتو
کلاودیو بونی‌ونتو (ایتالیایی: Claudio Bonivento؛ زادهٔ ۱۴ نوامبر ۱۹۵۰) تهیه‌کننده فیلم، کارگردان و فیلم‌نامه‌نویس اهل ایتالیا است.
از فیلم‌هایی که وی در آن‌ها نقش داشته‌است، می‌توان به تا ابد مری، پسران حاشیه‌نشین نوبت عاشقی و عشق در نگاه اول اشاره نمود.